# Doug Hutchison
Douglas Anthony „Doug” Hutchison (ur. 26 maja 1960 w Dover) – amerykański aktor filmowy i telewizyjny.

## Życiorys
Urodził się w Dover jako syn Deloris i Richarda Hutchisonów. Dorastał w Detroit i Minneapolis. Uczęszczał do Bishop Foley High School w Madison Heights. W 1978 ukończył Apple Valley High School w Apple Valley, gdzie pod kierunkiem trenera dramatu Dennisa Swansona występował jako Paul Berthalet w musicalu Carnival! i jako Walter Hollander w przedstawieniu Don't Drink the Water. Uczęszczał na Uniwersytet Minnesoty. Od 9 lutego do 4 marca 1979 w Saint Paul grał rolę Alana Stranga w spektaklu Equus. Wkrótce przeniósł się do Nowego Jorku, gdzie przez krótki okres uczęszczał do Juilliard School.
Przez dwa lata studiował aktorstwo pod kierunkiem Sanforda Meisnera. Zajmował się wieloma dziwacznymi pracami, w tym był przebrany za gigantyczną kartę Citibank rozdającą ulotki na Times Square. Występował w teatrach Off-Broadwayu. Zadebiutował na ekranie jako Sproles w dramacie Świeże konie (Fresh Horses, 1988) z Molly Ringwald, Andrew McCarthy i Benem Stillerem. W 1999 zagrał rolę złośliwego strażnika więziennego Percy’ego Wetmore’a w Zielonej Mili.

## Życie prywatne
13 marca 2003 poślubił Amandę Sellers, jednak 25 maja 2005 się rozwiódł. 20 maja 2011 ożenił się z Courtney Stodden. 3 marca 2020 rozwiódł się.

## Filmografia

### Filmy fabularne
- 1992: Kosiarz umysłów (The Lawnmower Man) jako kontroler dostępu
- 1996: Czas zabijania jako James Louis 'Pete' Willard
- 1997: Batman i Robin jako Golum
- 1999: Con Air – lot skazańców jako Donald
- 1999: Zielona mila (The Green Mile) jako Percy Wetmore
- 2000: Przynęta (Bait) jako Bristol
- 2001: Sam (I am Sam) jako Ifty
- 2002: Jezioro Salton (The Salton Sea) jako Gus Morgan
- 2008: Punisher: Strefa wojny jako Loony Bin Jim

### Seriale telewizyjne
- 1990: Młodzi jeźdźcy jako Danny
- 1993: Z Archiwum X (The X-Files) – odc.: Tooms jako Eugen Victor Tooms
- 1994: Z Archiwum X (The X-Files) – odc.: Squezee jako Eugen Victor Tooms
- 1994: Ich pięcioro  jako Loren
- 1995: Diagnoza morderstwo jako Baseline
- 1995: Napisała: Morderstwo – odc.: Pechowa aukcja (Deadly Bidding) jako Milt Solomon
- 1995–1996: Gwiezdna eskadra (Space: Above and Beyond) jako Elroy-El
- 1997: Milenium (Millennium) jako Polaroid Man
- 2001: Kancelaria adwokacka jako Jackson 'Jackie' Cahill
- 2002: CSI: Kryminalne zagadki Las Vegas jako Nigel Crane
- 2004: Prawo i porządek: sekcja specjalna (Law & Order: Special Victims Unit) jako Humphrey Becker
- 2004: CSI: Kryminalne zagadki Miami jako Dale Stahl
- 2005: Guiding Light jako Sebastian Hulce
- 2007–2009: Zagubieni (Lost) – Horace Goodspeed z Inicjatywy DHARMA
- 2010: 24 godziny jako Davros
- 2015: CSI: Kryminalne zagadki Las Vegas jako Dalton Betton